# Insingen
Insingen település Németországban, azon belül Bajorországban. Lakosainak száma 1196 fő (2023. december 31.).

## Népesség
A település népessége az elmúlt években az alábbi módon változott:
| Lakosok száma | 595  | 725  | 609  | 934  | 1134 | 1183 | 1172 | 1150 | 1182 | 1196 |
|               | 1875 | 1950 | 1975 | 1987 | 2012 | 2014 | 2016 | 2017 | 2021 | 2023 |